# Gilbert Collard
Pour les articles homonymes, voir Collard.
Gilbert Collard, né le 3 février 1948 à Marseille, est un avocat, écrivain et homme politique français.
En tant qu'avocat, il plaide dans des affaires médiatiques (Ranucci, Carlos, AZF, Roaccutan, VA-OM, Arche de Zoé, Xynthia) et défend des personnalités comme Laurent Gbagbo, Charles Pasqua ou Richard Virenque.
Engagé à gauche à partir des années 1960, il est tête de liste centre droit aux élections municipales de 2001 et de 2008 à Vichy (Allier). Lors de la campagne présidentielle de 2012, il préside le comité de soutien de Marine Le Pen et devient secrétaire général du Rassemblement bleu Marine, classé à l’extrême droite.
À l'issue des élections législatives de 2012, il est élu député dans la 2e circonscription du Gard et apparaît comme l'une des figures de la dédiabolisation du Front national. En 2017, après avoir été réélu député, il adhère au FN — qui devient le Rassemblement national l’année suivante. Il intègre ensuite les instances dirigeantes du parti, puis est élu député européen aux élections européennes de 2019.
En 2022, il quitte le Rassemblement national pour rejoindre Éric Zemmour en vue de l'élection présidentielle.

## Situation personnelle

### Famille et études
Gilbert Collard grandit au sein d’une famille bourgeoise.
Il est le fils du notaire Georges Maurice Paul Collard (1908-2001), notaire à Marseille, descendant du politicien Pierre-Paul Royer-Collard (1763-1845). Son père est maurrassien, il travaille d'ailleurs pour la fille adoptive de Charles Maurras, c'est un ami de Léon Daudet et il est membre des Camelots du roi avant de devenir communiste et résistant.
Sa mère, Odette Tarrazi, est elle aussi issue d'une famille de la grande bourgeoisie marseillaise. En effet, elle est la fille d'Edmond Tarrazi, fils du Libanais Fatallah Tarrazi, né en 1836 à Beyrouth, et de Marie Amélie Bravay, fille du Nabab devenu député François Bravay (1817-1874),,. Un de ses aïeuls était aide de camp du maréchal Lyautey.
Gilbert Collard passe son enfance au château de la Madone, le domaine familial à Saint-Just, dans le 13e arrondisement de Marseille, ainsi qu’à l'hôtel Métropole, à Châtel-Guyon, où est enterré un grand-père.
Il est envoyé dès l'âge de 8 ans chez les maristes, à l'Institution Sainte-Marie, à La Seyne-sur-Mer. Ensuite, il fera ses études à la faculté de droit d’Aix-en-Provence et à l'université Panthéon Assas (Paris II).
Sa sœur, Jehanne Collard, deviendra également avocate, spécialisée dans la défense des victimes d'accidents.
Depuis 1987, il est marié à Anne-Marie Autard. Elle est condamnée pour outrage à agent par le tribunal correctionnel de Nîmes en juillet 2013,,. Également son assistante parlementaire, et employée de la SELARL Collard, elle est candidate suppléante aux élections départementales de 2015,,, puis en seconde position sur la liste gardoise du FN aux élections régionales de 2015, au cours de laquelle elle est élue conseillère régionale. Gilbert Collard a, à ce sujet, été accusé de « népotisme » par les Jeunes Centristes.
Il habite dans un mas à Gallician,, dans le Gard.
Gilbert Collard est le père de deux filles ayant grandi à Paris,, dont Flavie, élue conseillère régionale d'Occitanie en 2021, et en couple avec le militant Anthony Leroy.

### Entourage

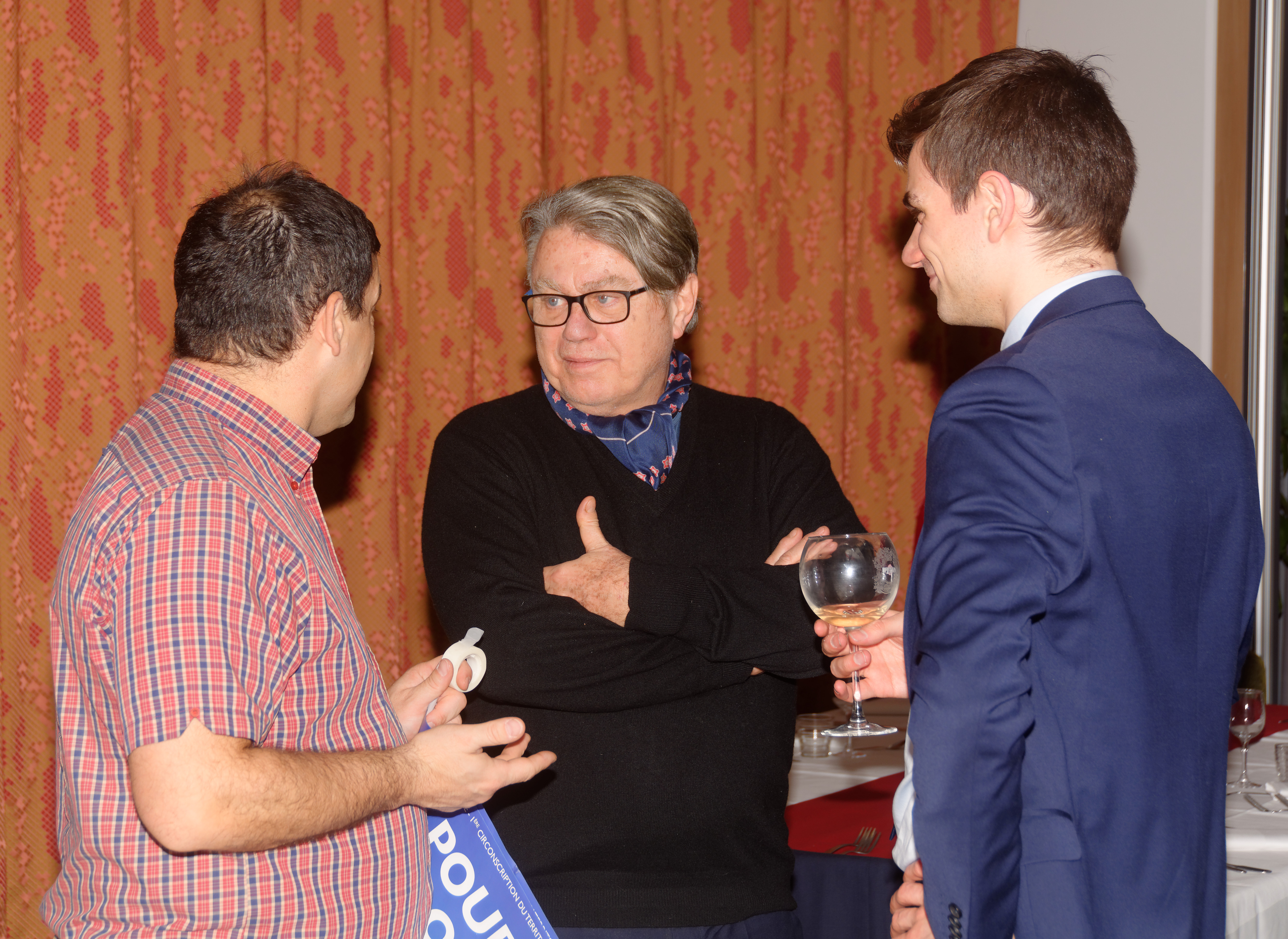
Gilbert Collard (au centre) en 2018.

Il était un proche ami de l'écrivain Jean-Edern Hallier (1936-1997).
L'un de ses associés de cabinet, Thierry Mudry, est l'époux de Christiane Pigacé, ancienne membre du conseil scientifique du FN, et un ancien animateur du Parti des forces nouvelles (PFN), qui fut notamment trésorier du Front de la jeunesse et rédacteur en chef du Partisan européen. Leurs épouses ont fondé ensemble l'association humanitaire Bosnia.

## Carrière d'avocat
Gilbert Collard est avocat au barreau de Marseille depuis 1971.
Il devient secrétaire de la Conférence du stage en 1973. Il a quatre associés et une dizaine de collaborateurs, et ne traite qu'une infime partie des dossiers qu'il reçoit.
Il a défendu de nombreux clients célèbres : Laurent Gbagbo, Charles Pasqua, Marine Le Pen, Valérie Bègue, Paul Aussaresses et Richard Virenque dans l’affaire Festina.
Il a également été avocat de la défense en 1978 dans l'affaire du viol collectif Tonglet-Castellano.
Il fut aussi l'avocat de certaines parties civiles dans le procès Barbie, ainsi que dans le procès Christian Ranucci.
Il a plaidé dans plusieurs procès médiatiques tels que l'affaire de la profanation du cimetière juif de Carpentras, l'affaire Alègre, l'affaire AZF ou l'affaire VA-OM.
À l'occasion de l'affaire de Carpentras, il défend la thèse — infirmée depuis par la Justice — de la culpabilité de jeunes protégés par des notables de la ville. Il brandit devant les caméras une enveloppe (en réalité vide) censée contenir les noms des coupables.
Il déclare gagner près de 33 000 euros par mois en 2012 pour son activité d'avocat.
En 2011, il assigne en justice les laboratoires Roche et prend la défense de parents d'enfants qui se sont suicidés après avoir pris des génériques du célèbre médicament anti-acné Roaccutane aux multiples effets secondaires indésirables.

### Principales affaires

#### Politique
- Laurent Gbagbo ;
- Charles Pasqua ;
- Mohand Arab Bessaoud lors de son arrestation en France sous ordre des services secrets algériens[31] ;
- Pierrette Le Pen lors de son divorce avec Jean-Marie Le Pen en 1984-1985[32]. Gilbert Collard incite alors celle-ci à poser nue dans le magazine Playboy[33] ;
- Marine Le Pen dans son procès face au rappeur Cortex[3] ;
- Fabien Engelmann, syndicaliste CGT suspendu du syndicat pour avoir représenté le Front national aux élections cantonales de 2011[34].

#### Après-guerre
- certaines parties civiles dans le procès de Klaus Barbie ;
- Paul Aussaresses.

#### Sport
- Jean-Pierre Bernès dans l'affaire VA-OM ;
- Richard Virenque dans l’affaire Festina ;
- Santos Mirasierra, l’Ultra de Marseille condamné par la justice espagnole le 5 décembre 2008 à 3 ans et demi de prison ferme pour « troubles de l’ordre public et violences en réunion ».

#### Autres
- Les prévenus Serge Petrilli, Guy Roger et Albert Mouglalis, condamnés pour viols dans l'affaire Tonglet Castellano en 1978.
- Marie-Hélène Martinez condamnée en 2011 pour l'assassinat de deux enfants[35] ;
- Affaire Christian Marletta[36] ;
- Patrice Alègre ;
- Familles Germon et Berrus dans l’affaire de la profanation du cimetière juif de Carpentras ;
- La partie civile dans le procès du meurtre de Valentin Crémault en novembre 2013 ;
- Collectif des Antillais, Guyanais et Réunionnais dans l’affaire Pétré-Grenouilleau ;
- La partie civile dans le procès de Christian Ranucci ;
- La partie civile dans l’affaire de l’explosion d’AZF ;
- Affaire Ibrahim Ali[37] ;
- Brigitte Bardot ;
- L'Arche de Zoé ;
- Sid Ahmed Rezala, affaire qui n’a pas été jugée à cause du suicide du suspect ;
- Robert Riblet, contre la Française des jeux ;
- Jean-Paul Ney, journaliste arrêté en Côte d'Ivoire depuis fin décembre 2007 ;
- La grand-mère du petit Antoine disparu à Issoire en septembre 2008 ;
- Céline Faye et Sarah Zaknoune 17 ans, incarcérées en République dominicaine pour trafic de cocaïne condamnées à 8 ans de prison[38] ;
- Affaire Miss France 1961 contre Mme Geneviève de Fontenay (2009) ;
- Affaire Mamodtaky ;
- Affaires Luc Tangorre, avocat d’une des victimes du premier procès ;
- Altobella Cappelleri, condamnée à 20 ans de réclusion criminelle en 2010 pour « séquestration ayant entraîné la mort »[39] d'un SDF, George Hourdin[40] qu'elle aurait torturé pendant de nombreuses années et dont le corps aurait été brulé dans la cheminée[41] ;
- Simone Weber ;
- René Galinier.
- Xavier Léauté.
- Kamel Ben Salah, affaire de la tuerie de Monfort[42]
- Mohamed Metallaoui, violeur en série et assassin d'une militante du Front national, Françoise Combier.
- Paternité supposée de l'abbé Pierre[43].

### Activité médiatique
Depuis janvier 2016, il présente l'émission « Livre libre », sur TV Libertés. Auparavant, il participait régulièrement à l’émission Les Grandes Gueules sur RMC.

## Parcours politique

### Débuts à gauche
Franc-maçon depuis la fin des années 1960 en étant d'abord initié dans l'atelier marseillais des Vieux Amis de la GLDF (fréquentée par son père), il rejoint ensuite la Grande Loge nationale française.
Il adhère dans sa jeunesse — selon lui en 1964, à seize ans — à la SFIO, qui devient ensuite le Parti socialiste. Rocardien, il entre en 1981, à la demande de Roland Dumas, au comité de soutien de François Mitterrand pour sa candidature à l'élection présidentielle,.
En 1988, il soutient Pierre Boussel, alias Lambert, candidat du Mouvement pour un parti des travailleurs pour l'élection présidentielle. Il déclare cependant qu'il n'a « jamais été trotskiste » et que c'est à la « demande d'un ami » qu'il a figuré dans un clip du MPPT. Pourtant Alexis Corbière, engagé alors avec les lambertistes, témoignera d'une forte proximité de Collard avec ce mouvement qu'il soutenait également financièrement.
En 1990, il est exclu du MRAP en même temps qu'il en démissionne, à la suite de son annonce de la défense de Bernard Notin, auteur d'un article controversé paru dans le no 32 hors-série (août 1989) d’Économies et Sociétés, dans un procès pour négationnisme avant la lettre (la loi Gayssot datant de juillet 1990), alors qu'il était membre du secrétariat national du mouvement. La même année, il soutient l’organisation des « Premières Assises en défense de l’immigration », montées par le CNDTI (Comité national pour la défense des travailleurs immigrés), et dénonce le « vocabulaire microbien » de Jean-Marie Le Pen.
En 1992, il quitte le Parti socialiste lors de l'entrée au gouvernement de Bernard Tapie.
L'année suivante, il devient le président du comité de soutien à Hervé Fabre-Aubrespy, adversaire RPR de Bernard Tapie aux élections législatives dans la dixième circonscription des Bouches-du-Rhône.

### Candidat centriste à Vichy
Alors qu'il avait déclaré au Midi libre en 1997 : « Je veux bien courtiser la politique, mais pas coucher avec elle », il est candidat à la mairie de Vichy en 2001, se disant investi par Démocratie libérale, le Parti radical valoisien (PR) et le RPF, ce qu'il démentira par la suite. Il est battu par Claude Malhuret (maire sortant disposant de l'investiture Démocratie libérale (dont il est secrétaire national) - PR - RPR - UDF) et Gérard Charasse, de 350 voix ; mais il est élu au conseil municipal, où il choisit finalement de ne pas siéger pendant les sept années de son mandat.
À nouveau candidat à Vichy sous l'étiquette Nouveau Centre lors des élections municipales de 2008, avec un futur candidat frontiste sur sa liste, il arrive troisième. Il ne se maintient pas au second tour et appelle à voter pour la liste conduite par Gérard Charasse (Parti radical de gauche), qu'il avait qualifié de « vrai baudet à mandats » lors de la campagne de 2001.

### Soutien de Marine Le Pen

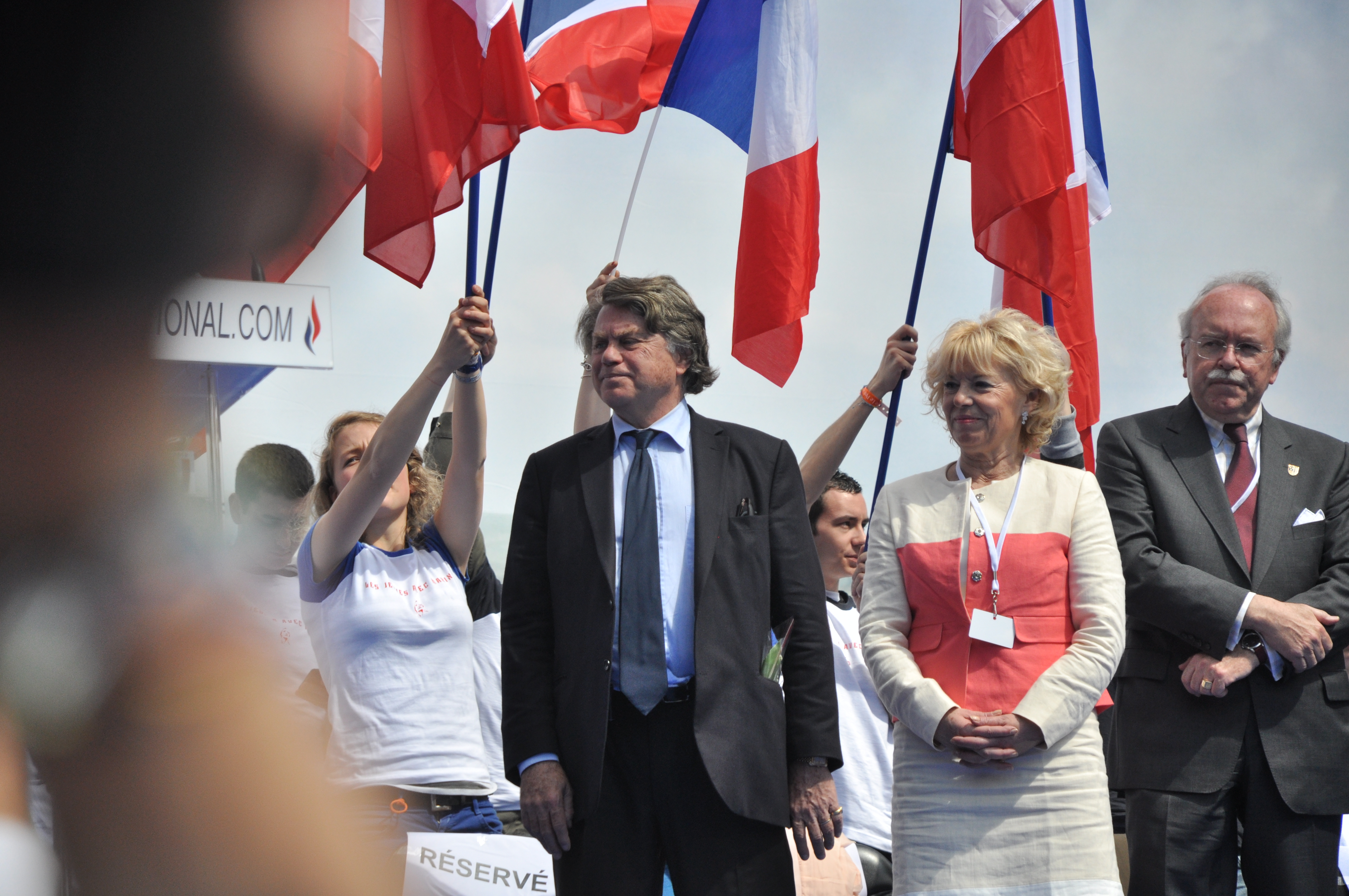
Gilbert Collard célébrant Jeanne d'Arc en 2012.

Proche de Marine Le Pen depuis la défense de sa mère Pierrette Le Pen lors de son divorce avec Jean-Marie Le Pen,, il se rapproche du FN par l'intermédiaire de Louis Aliot et de Michel Thooris. Il intègre la cellule juridique du parti, où il est chargé par Wallerand de Saint-Just de « [plaider] les procès les plus médiatiques ».
Il préside le comité de soutien à Marine Le Pen dès 2011 et se déclare « mariniste » et favorable au principe de la préférence nationale défendue par le Front national, en mai 2011. Il est un symbole de la dédiabolisation du Front national entreprise depuis l'accession au pouvoir de Marine Le Pen, ; le vice-président du parti, Louis Aliot, affirme même qu'il s'agit de sa « plus belle prise de guerre ». « Il a contribué à accélérer la banalisation du FN sans jamais y adhérer, faisant venir au FN des gens comme Jacques Clostermann, fils d'un compagnon de la Libération, ou encore Denis Seznec. Se contentant d'être un « mariniste de la première heure » ».

### Député du Gard

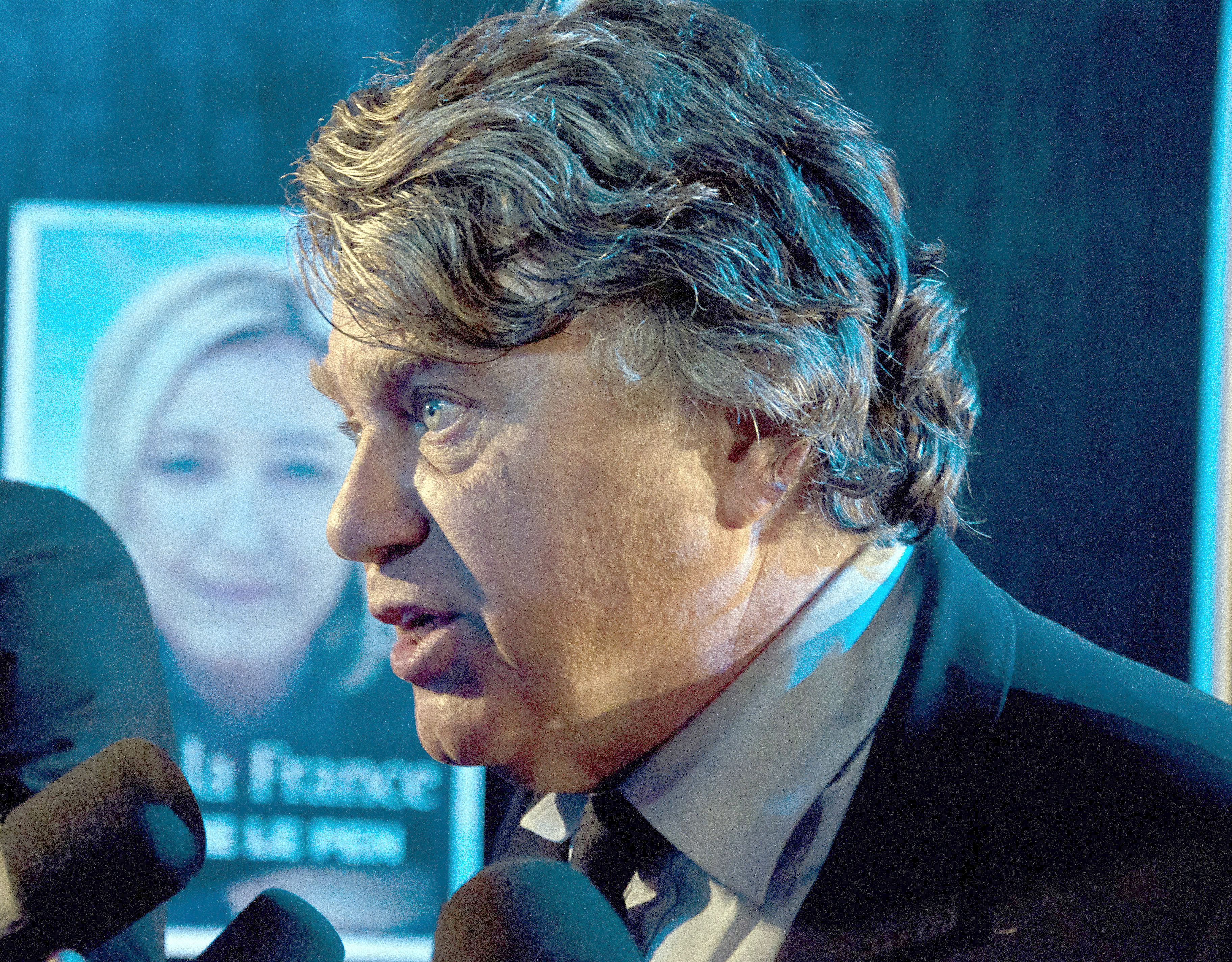
Gilbert Collard au quartier général de campagne de Marine Le Pen (2012).

Gilbert Collard annonce sa candidature aux élections législatives dans la deuxième circonscription du Gard le 15 janvier 2012. Le Gard est le seul département à avoir placé Marine Le Pen en tête au premier tour de l'élection présidentielle. Il mène une campagne fortement engagée, mais évite un débat entre candidats organisé sur TV Sud Nîmes ; son adversaire Katy Guyot dénonce son « mépris » ainsi que son « mélange des genres ». Il arrive en tête au premier tour avec 35,47 % des suffrages exprimés. Il invite alors Étienne Mourrut à se retirer en sa faveur, afin d'« empêcher la destruction que les socialo-mélenchonistes veulent imposer à la France ». Celui-ci refuse, se maintenant afin de « porter haut et dignement les valeurs de la droite et du centre ». Après l'agression, le 13 juin, d'Éline Enriquez-Bouzanquet, la suppléante de Mourrut, qu'il condamne « sans réserve », il lui apporte « tout [son] respect et [son] soutien ». Le 17 juin 2012, lors du second tour, il est élu avec 42,82 % des voix dans une triangulaire face à la candidate socialiste Katy Guyot (41,56 %) et au candidat UMP Étienne Mourrut (15,63 %),. Il fête sa victoire au mas de Bagatelle, à Vauvert, affirmant que « c'est le plus beau jour de [sa] vie », et remerciant les militants UMP ayant voté pour lui.
Il devient membre de la commission des Lois, et installe sa permanence parlementaire à Aimargues, puis à Saint-Gilles. Sa suppléante est Évelyne Ruty, son « seul défaut » pour le responsable local du FN Gilles Caïtucoli, veuve d'Alain Ruty, officier ayant servi en Algérie, « très impliquée dans la communauté pied-noir » et sur laquelle Collard « s'appuie beaucoup ».
Un mois après leur entrée à l'Assemblée, Mediapart indique que Gilbert Collard et Marion Maréchal, les deux seuls députés FN ou apparentés, « se sont fixé une ligne : tenter de se montrer fréquentables et mettre en avant des « encouragements » qu'ils auraient reçus. L’application à l’Assemblée nationale de la prétendue « dédiabolisation » de Marine Le Pen ». Dans le même temps, ils tentent d'attirer l'attention des médias pour « donner l’impression qu’ils travaillent et proposent, et éviter le piège d’une fiche de député vide ». Le politologue Gilles Ivaldi présente alors Gilbert Collard comme « l’antithèse même du positionnement du FN » et le situe « dans la lignée de Jacques Bompard et Daniel Simonpieri, qui, après avoir été élus sous l'étiquette FN, en 1995, avaient pris leurs distances avec le parti ».
Gilbert Collard devient secrétaire général du Rassemblement bleu Marine (RBM) lors de sa création officielle, en septembre 2012,.
Début octobre 2013, après s'être montré réticent, il annonce sa candidature sous les couleurs du Rassemblement bleu Marine aux élections municipales de 2014 à Saint-Gilles, première ville à avoir élu, en 1989, un maire frontiste, Charles de Chambrun. Gilbert Collard, qui possède une propriété dans la commune limitrophe de Vauvert, y a obtenu 48 % des suffrages au premier tour des législatives et y avait déjà envisagé une candidature aux municipales de 2008. Dans cette municipalité ancrée à droite depuis plusieurs décennies, des dissensions personnelles ont conduit à l'éclatement de la majorité UMP en 2010 et à l'arrivée d'une majorité socialiste de façon totalement inattendue. L'ancien maire UMP Olivier Lapierre, « ami de longue date » de Collard, annonce son soutien à l'avocat marseillais au printemps 2013, avant de revenir sur ses propos. Ce dernier promet d'arrêter son activité professionnelle s'il est élu. Il rompt successivement avec ses deux directeurs de campagne, Philippe Asencio puis Alfred Mauro, avant de se replier sur un troisième « bras droit », Christian Ballouard, un coach en développement aux méthodes controversées. En ballottage favorable à la sortie du premier tour (42,57 %), il est finalement battu par l'UMP Eddy Valadier à la suite de la constitution d'un « front républicain » avec le retrait d'Alain Gaido, maire sortant, surnommé « le maire des Arabes » et tête de liste de l'union de la gauche. Gilbert Collard déclare alors vouloir « déposer un recours ». Le politologue Jean-Yves Camus estime également que « l'échec de Collard est lié à un coefficient personnel »,. Depuis sa défaite, il siège comme conseiller municipal d'opposition et conseiller communautaire de Nîmes Métropole ; il perd toutefois ce dernier poste en octobre 2015.
En novembre 2014, il s'oppose au projet de résolution pour la reconnaissance de la Palestine déposé à l'Assemblée nationale par Benoît Hamon et Élisabeth Guigou, et ce à l'encontre de la ligne du FN.
En 2015, il obtient le ralliement au RBM de trois élus gardois membres des Républicains — dont Joffrey Léon, futur maire d'Uchaud.
Le 9 novembre 2016, Gilbert Collard voit dans l'accession de Donald Trump à la présidence des États-Unis une victoire du peuple et un « coup de pied au cul pour tous les bobos médiatiques, sondagiers, politiques... », tandis que Marine Le Pen loue également le choix des Américains.
Après le second tour de l'élection présidentielle de 2017, il déclare : « Pour nous, la question de l'euro c'est terminé, le peuple a fait son référendum dimanche dernier. Marine doit entendre ce message ».

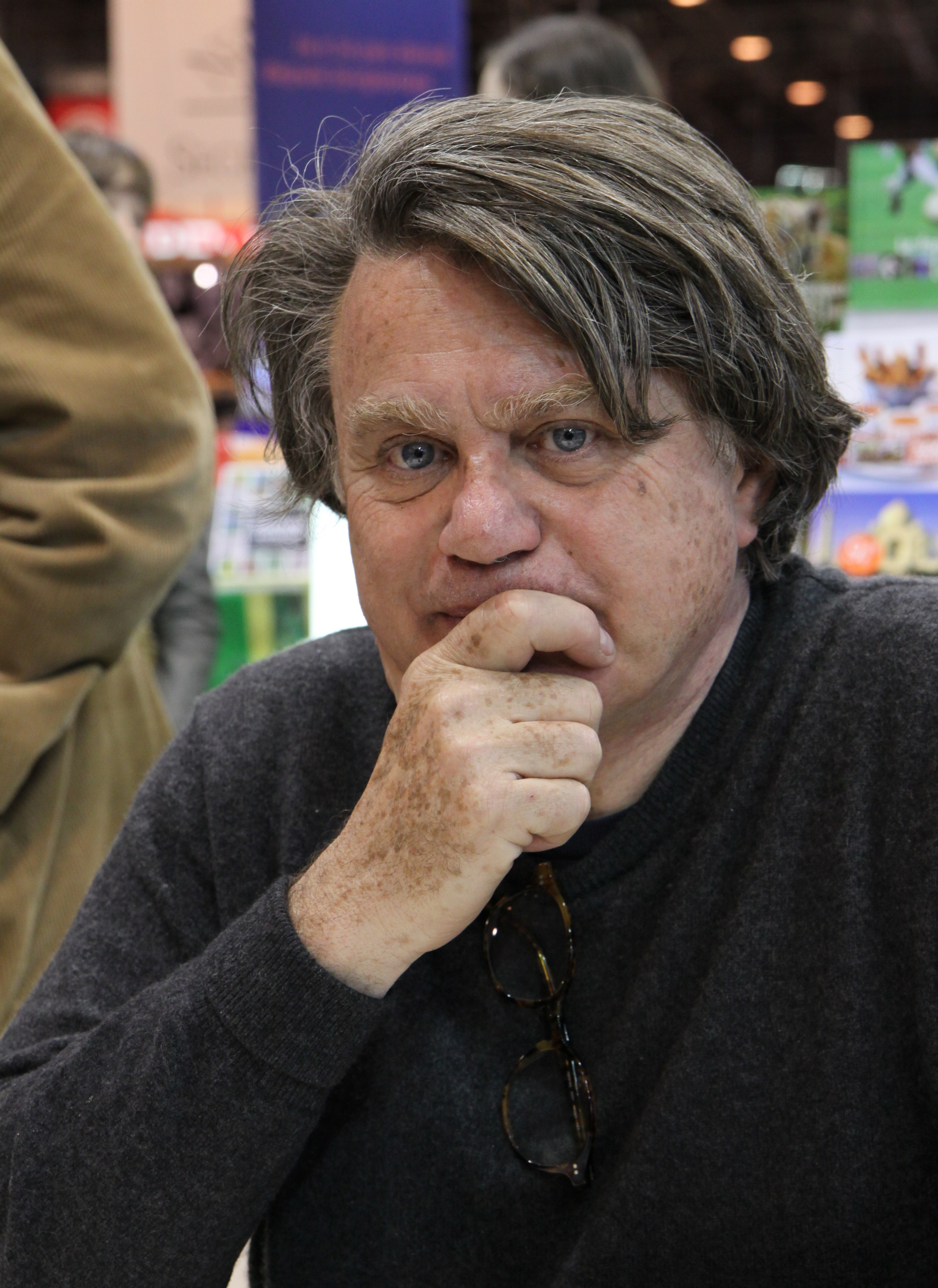
Gilbert Collard au salon du livre de Paris en 2010.

Après avoir refusé d'adhérer au FN en raison de la présence de Jean-Marie Le Pen, il exprime son souhait d'y adhérer après l'exclusion de ce dernier en 2015, sans succès,. Il indique que Marine Le Pen lui demande de ne pas adhérer au FN « pour rester secrétaire général du Rassemblement bleu marine ». Libération indique en mars 2017 que « si Collard a mis ses réseaux personnels à la disposition de Marine Le Pen, par exemple à l’occasion d’un récent déplacement au Liban, son influence sur le parti reste incertaine ». Adversaire de Florian Philippot et de sa ligne politique, il fait part de son revirement au sujet de la stratégie de dédiabolisation du Front national, qu'il qualifie désormais de « piège à cons », tout comme sur l'opportunité de changer le nom du parti.
Candidat à sa réélection lors des élections législatives de 2017, il n'est pas donné favori mais l'emporte finalement au second tour face à Marie Sara. Il adhère au FN le 20 juin suivant. À l'occasion du XVIe congrès du Front national, il intègre le conseil national du parti, en tant que membre coopté par la présidente. Il est alors considéré comme un proche de Marion Maréchal, qui l'a soutenu lors de sa campagne législative.
Gilbert Collard est parfois accusé par la presse de relayer des « fake news » sur ses comptes Twitter et Facebook,.
En septembre 2017, après qu'une enquête préliminaire le visant a été ouverte en décembre 2015 par le parquet de Nanterre pour « diffusion d'images de violence » (des photos d’une victime du groupe État islamique), l'Assemblée nationale lève son immunité parlementaire. Le député FN entendait protester contre le « parallèle ignoble » entre l'organisation État islamique et le FN, faite d'après lui par le journaliste Jean-Jacques Bourdin,. Clémentine Autain qui a voté contre cette levée de l'immunité parlementaire proteste contre les conditions de ce vote qu'elle juge « inadmissibles » et dénonce ce qui « s’apparente à une simple opération politique ».
En novembre 2018, il devient délégué départemental de la fédération RN du Gard après la démission de Nicolas Meizonnet.
Il a eu comme assistante parlementaire Holly Harvey-Turchet, d'origine anglaise, secrétaire FN de la 2e circonscription du Gard, devenue ensuite directrice de cabinet de Julien Sanchez, maire de Beaucaire,, et Patrick Fernandez, « cheville ouvrière » et directeur de la campagne législative de 2012, qui a fait une tentative de suicide à la suite de son licenciement. En 2018, il embauche le militant identitaire Damien Rieu.
Ce sont ensuite notamment Anne-Marie Autard, sa femme, Nicolas Meizonnet, conseiller départemental du canton de Vauvert depuis 2015, qui présente son entretien vidéo hebdomadaire « Debout les mots », et Jean-Richard Sulzer, ancien collaborateur d'Edgar Faure et « discret conseiller à l'influence grandissante », qui occupent ce poste,.

### Député européen
Candidat en position éligible sur la liste du Rassemblement national aux élections européennes de 2019 en France, il est élu député européen. Son suppléant Nicolas Meizonnet ne lui succède pas immédiatement à l’Assemblée nationale en raison des recours formés contre la validité des élections européennes, accédant finalement à la députation en février 2020.
Gilbert Collard perd sa place au sein de la commission nationale d'investiture du RN en juillet 2020 et annonce aussitôt sa démission du bureau national du parti. Il compte parmi les cadres du RN poussant depuis 2015 pour un réalignement plus à droite du programme économique du parti.
Le 22 janvier 2022, lors d’un meeting de campagne d’Éric Zemmour à Cannes, il annonce son soutien à ce dernier en vue de l’élection présidentielle de 2022 et son adhésion à son parti, Reconquête. Il est alors nommé président d’honneur du parti,. Lors des élections législatives la même année, dans son ancienne circonscription, il apporte ainsi son soutien à son gendre Anthony Leroy, candidat de Reconquête, au détriment de Nicolas Meizonnet du Rassemblement national. C'est finalement ce dernier qui se qualifie pour le second tour et l'emporte, Anthony Leroy étant éliminé dès le premier tour, avec un peu plus de 5 % des suffrages. La fonction de président d'honneur est supprimée des statuts du parti en septembre 2022 et il quitte le parti la même année[réf. nécessaire].

## Prises de positions

### Sujets de société
Opposé au mariage entre personnes de même sexe, il participe aux cortèges de la Manif pour tous en 2013. Il déclare à cette occasion, au sujet de la loi instituant le mariage homosexuel en France, qu'il souhaite qu'elle soit abrogée en cas d'arrivée au pouvoir du Front national, futur Rassemblement National.

## Publications
- 1981 : Le Psychiatre, le Juge et son Fou
- 1983 : En danger de justice
- 1989 : Jobic, le prétexte
- 1991 : La Prière des juifs
- 1992 : Constance
- 1993 : J’irais plaider sur vos tombes
- 1994 : Le Désordre judiciaire
- 1994 : Voltaire : l’affaire Calas et nous
- 1996 : Un cimetière sous la Lune
- 1996 : Carpentras secrets d’État
- 1997 : Grandes erreurs judiciaires du passé
- 1997 : Vérités d’hier : erreurs d’aujourd’hui
- 1997 : Familles en danger de justice
- 1998 : Les Contes immoraux du rapport de la Cour des comptes
- 1999 : L'Art de s’exprimer en toutes circonstances et les mots grossiers à utiliser
- 1999 : Cent mille éclairs dans la nuit (avec Gilles van Grasdorff, préface de Harry Wu)
- 2000 : Peut-on rire de tout ?
- 2001 : Le Meilleur des Perles de la justice
- 2001 : La Loi de 1901 racontée aux Français
- 2002 : Affaires médicales, la vérité
- 2002 : L’Affaire Aussaresses et la torture
- 2002 : Assasaint : Jacques Fesch : l'histoire du bon larron moderne
- 2004 : Sœur Emmanuelle la chiffonnière du ciel
- 2004 : Les Bûchers du paradis
- 2004 : Vos gueules les mouettes
- 2005 : L'Étrange affaire Allègre
- 2006 : J’ai rencontré la nièce de Jack l’éventreur
- 2007 : Les États généraux de la justice
- 2008 : Aimer une ville (chanson de Gérard Berliner) DVD
- 2010 : Avocat de l'impossible. Entretiens avec Christian-Louis Eclimont, Hors Collection.
- 2015 : Dictionnaire de la langue de con, L'Archipel
- 2022 : Protestation
- 2024 : "Indéfendables Mémoires", Mareuil Éditions

## Dans la fiction
Dans le roman de politique-fiction de Michel Wieviorka, Le séisme. Marine Le Pen présidente (2016), où cette dernière gagne l'élection présidentielle de 2017, il devient ministre de la Justice.